# 鹿児島県立南種子高等学校
鹿児島県立南種子高等学校（かごしまけんりつみなみたねこうとうがっこう, Kagoshima Prefectural Minamitane High School）は鹿児島県熊毛郡南種子町にあった県立の高等学校。
2010年（平成22年）3月末に閉校した。

## 概要
歴史
1948年（昭和23年）に南種子村立の「鹿児島県南種子高等学校」として発足。1956年（昭和31年）に県立移管された。鹿児島県立中種子高等学校との統合で「鹿児島県立種子島中央高等学校」が新設されることとなり、2008年（平成20年）4月に生徒募集を停止し、2010年（平成22年）3月末に閉校し、62年の歴史に幕を下ろした。
設置課程・学科
全日制課程 普通科
校訓
「誠実・立志・敬愛」
校章
かつて農業科を有していたため、稲穂を模している。
校歌
作詞・作曲は岩坪巌による。

## 沿革
- 1948年（昭和23年）
  - 4月15日 - 南種子村立の「鹿児島県南種子高等学校」として創立。定時制家庭科・農業科を設置。
  - 4月23日 - 開校。
- 1956年（昭和31年）4月1日 - 県立移管により「鹿児島県立南種子高等学校」に改称。
- 1959年（昭和34年）4月1日 - 全日制課程に転換。
- 1962年（昭和37年）4月1日 - 農業機械科を設置。
- 1963年（昭和38年）4月1日 - 家庭科を家政科に改称。
- 1977年（昭和52年）3月31日 - 家政科と農業機械科を廃止。普通科のみとなる。
- 2008年（平成20年）4月1日 - 生徒募集を停止。
- 2010年（平成22年）
  - 3月3日 - 最後の卒業式・閉校式を挙行。
  - 3月31日 - 閉校。
    - 閉校後の校舎は、近隣の南種子町立中平小学校の立替工事に伴い、2011年（平成23年）12月まで同校の仮校舎として利用された。
    - 卒業証明書等の事務は新設の鹿児島県立種子島中央高等学校に引き継がれている。

  - 4月1日 - 廃校跡地前から統合された種子島中央高校まで、南種子町コミュニティバスの中央高校線が開設。

## 著名な出身者
- 林家種平 - 落語家